# Thelma Ann Holt
Thelma Ann Holt ist eine ehemalige südafrikanische Squashspielerin.

## Karriere
Thelma Ann Holt spielte in den 1990er-Jahren auf der WSA World Tour. Mit der südafrikanischen Nationalmannschaft nahm sie 1992 an der Weltmeisterschaft teil und belegte den fünften Platz. Auch im Einzel stand sie 1992 im Hauptfeld der Weltmeisterschaft, kam dabei aber nicht über die erste Runde hinaus. Sie unterlag in dieser Jane Martin in vier Sätzen. Im selben Jahr wurde Holt südafrikanische Meisterin. 

## Erfolge
- Südafrikanische Meisterin: 1992